# Claude Calenzo
Claude Calenzo, né le 5 juillet 1936 à Marseille décédé le 16 octobre 2020 à Bouc-Bel-Air, était un joueur de pétanque français. 

## Clubs
- ?-? : Boule Septémoise (Bouches-du-Rhône)

## Palmarès[3],[4]

### Séniors

#### Championnat du Monde
Champion du Monde
- Triplette 1976 (avec René Lucchesi et Serge Rouvière) :  Équipe de France
- Triplette 1977 (avec René Lucchesi et Serge Rouvière) :  Équipe de France

Troisième
- Triplette 1979 (avec René Lucchesi et Serge Rouvière) :  Équipe de France

#### Championnats de France
Champion de France
- Triplette 1975 (avec René Lucchesi et Serge Rouvière) : Boule Septémoise
- Triplette 1978 (avec René Lucchesi et Serge Rouvière) : Boule Septémoise

#### Mondial La Marseillaise
Finaliste
- 1977 (avec René Lucchesi et Serge Rouvière)